# Pataš
Pataš (maďarsky Csilizpatas) je obec na Slovensku v okrese Dunajská Streda. Součástí obce je osada Milinovice (maďarsky Milénium). Obec se nachází v jižní části Velkého Žitného ostrova, části Podunajské nížiny. Obcí protéká Chotárny kanál a kanalizovaný Čiližský potok. Na území obce je chráněný areál Čiližské močiare.

## Historie
První písemná zmínka o obci s tehdejším názvem Pathos pochází z roku 1384. V letech 1938 až 1945 byla obec kvůli první vídeňské arbitráži přičleněna k Maďarsku. V letech 1948 až 1990 se obec nazývala Pastúchy.

## Pamětihodnosti
- Reformovaný kostel z roku 1794 – klasicistní stavba s pravoúhlým závěrem a věží tvořící součást její hmoty[3]